# Ayrton Senna
Ayrton Senna da Silva ([ȧirton szenna da szilva], brazil portugál: [aˈiʁtõ ˈsẽnɐ dɐ ˈsiwvɐ] kiejtéseⓘ, São Paulo, 1960. március 21. – Imola, 1994. május 1.)  brazil autóversenyző, aki háromszor nyerte meg a Formula–1-es világbajnokságot a McLaren csapat színeiben 1988-ban, 1990-ben és 1991-ben. Unokaöccse, Bruno Senna a GP2-ben versenyzett 2008-ig, majd 2010-től 2012-ig versenyzett a Formula–1-ben.
Senna gokarttal kezdte versenyzői pályafutását, majd 1983-ban megnyerte a brit Formula–3-as bajnokságot. A következő évben a Toleman csapattal debütált a Formula–1-ben, de 1985-ben a Lotus csapathoz szerződött, ahol három év alatt hat futamgyőzelmet szerzett. 1988-ban a korszak egyik legjobb versenyzőjének, Alain Prostnak lett a csapattársa a McLarennél, Senna pedig hosszú és heves küzdelem árán megnyerte a világbajnokságot, amely eredményt 1990-ben és 1991-ben sikerült megismételnie. Későbbi McLarenes idényeiben Senna futamokat nyert, és bár 1993-ban az egyéni világbajnokság esélyese volt, de végül másodikként végzett Prost mögött, annak ellenére, hogy abban az időben már a Williams csapat dominált a sportágban.  Az 1994-es évadra ő is a brit istálló versenyzője lett, de a szezon harmadik futamán, a San Marinó-i nagydíjon halálos balesetet szenvedett.
Sennát több ízben is a legjobb és a legnagyobb hatású Formula–1-es versenyzőnek választották különböző motorsporttal kapcsolatos felméréseken. Ismert volt az időmérő edzéseken nyújtott kiemelkedő teljesítményeiről, hiszen 162 futama során 65 pole-pozíciót szerzett. Edzéselsőségeinek rekordját csak Michael Schumacher tudta megdönteni tizenkét évvel később, a 2006-os San Marinó-i nagydíjon, Lewis Hamilton pedig a 2017-es évadban szerezte meg 69. pole-ját, amivel mindkettejük eredményét túlszárnyalta. Senna hat győzelmet aratott Monte Carlóban, de a mai napig rekordnak számít az e pályán szerzett 1989 és 1993 közötti egymás utáni öt futamgyőzelme is. 2000-ben ünnepélyes keretek között bekerült a Nemzetközi Motorsportok Hírességeinek Csarnokába. Általános nézet szerint ő volt minden idők egyik legnagyobb Formula–1-es versenyzője, több millió embernek volt példaképe. Elszántságával sok versenyen kitűnt a mezőnyből.
Rivalizálása Alain Prosttal a sportág egyik leghíresebb és legviharosabb párharca versenyző és versenyző között. 1989-ben és egy évvel később is összeütköztek a japán nagydíjon így döntve el a világbajnoki cím sorsát.

## A kezdetek

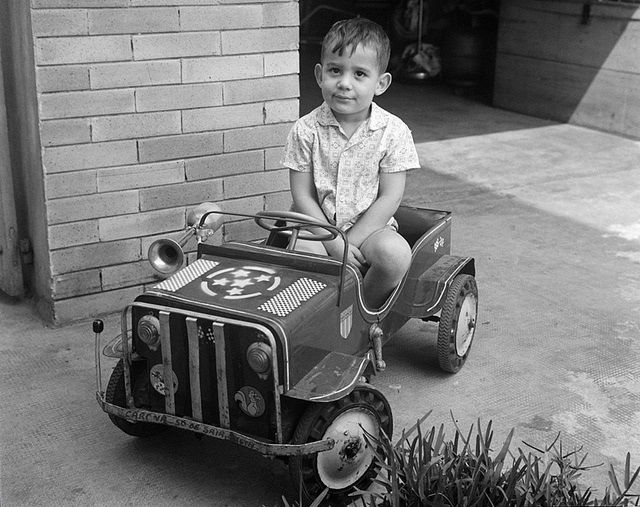
Senna három évesen

Senna a São Paulo-i szülészeten (Maternidade de São Paulo), gazdag brazil földbirtokos család középső gyermekeként született. Édesapja Milton da Silva, édesanyja Neide Senna da Silva, nővére Viviane, öccse pedig Leonardo. Senna balkezes volt. Életének első négy évét São Paulo Santana nevű városrészében töltötte egy olyan házban, melyet anyai nagyapja, João Senna birtokolt. Kisgyermekként is sportos alkat volt, tornában és más sportágakban is kipróbálta magát és korán érdeklődni kezdett a motorsport iránt is. Szülei a „Beco” becenevet adták neki. Hétévesen tanult meg vezetni egy Jeeppel a családi farm körül, tapasztalatot és előnyt szerezve a kuplungolás nélküli sebességváltás terén. Édesapja bátorítására négyéves korában ült először gokartba, majd 13 évesen indult először gokartversenyen, amit pole-pozícióból kezdhetett. A gokartján viselt első szám az 1-es volt. Nem sok ellenfele akadt hazájában 1977 és 1981 között. 1977-ben érettségizett fizikából, kémiából, matematikából és angol nyelvből jeles szinten. Összességében jegyeinek átlaga elérte a 68%-ot. Később egy üzleti főiskolára is beiratkozott, azonban három hónap múlva befejezte tanulmányait.
1977-ben megnyerte a Dél-amerikai Gokartbajnokságot, és több más bajnokságban is versenyzett, de győzni azokban nem tudott. 1979-ben és 1980-ban másodikként végzett. 1981-ben feleségével, Lilianéval Európába költözött, és bekapcsolódott két nagy-britanniai Formula Ford 1600-as versenysorozatba, amiket megnyert. Ekkoriban vette fel a da Silva név gyakorisága miatt édesanyja vezetéknevét. 1981-ben költözött Európába, és ekkor indult először együléses autóversenyen a Van Diemen csapat színeiben a brit Formula Ford 1600-as bajnokságban. 

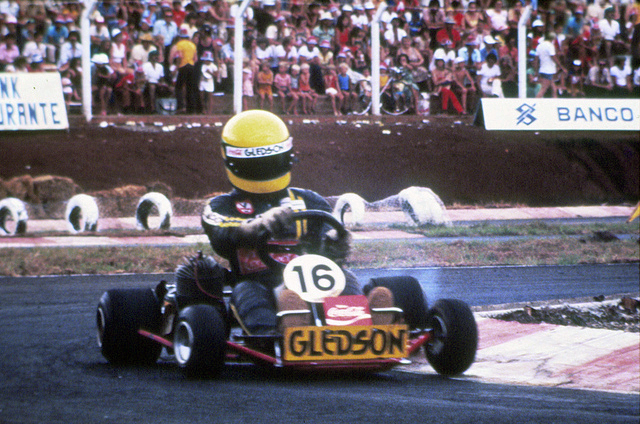
Senna egy gokart versenyen 13 évesen

Ennek ellenére Senna eleinte nem hitte, hogy sikeres autóversenyzővé válhat, és szülei is nyomást gyakoroltak rá, mondván vegye ki részét a családi vállalkozásból, ezért Senna bejelentette, hogy visszavonul a Formula Ford-bajnokságból és visszatér Brazíliába. Nem sokkal ezt követően 10 000 dolláros ajánlatot kapott egy Formula Ford 2000-es bajnoki idényre, ezért mégis a folytatás mellett döntött. 1982-ben Senna két európai versenysorozatban is nyert, a brit és az európai Formula Ford 2000 bajnokságban. A Banerj és Pool vállalatok személyében első szponzorai is megjelentek, anyagi könnyebbséget nyújtva a fiatal brazilnak.
Martin Brundle riválisaként 1983-ban megnyerte a brit Formula–3-as bajnokságot a West Surrey Racing csapattal, majd a makaói nagydíjat is Teddy Yip Theodore versenycsapatával.
A Williamsnél McLarennél, a Brabhamnél és a Tolemannál töltött tesztek után 1984-ben a Toleman versenyzőjeként bemutatkozhatott a Formula–1 versenysorozatban.

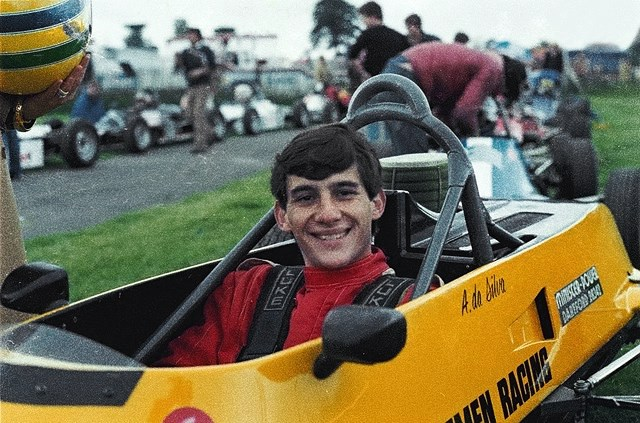
21 évesen a brit Formula Ford 1600-as bajnokságban.

## Az első Formula–1-es szezon

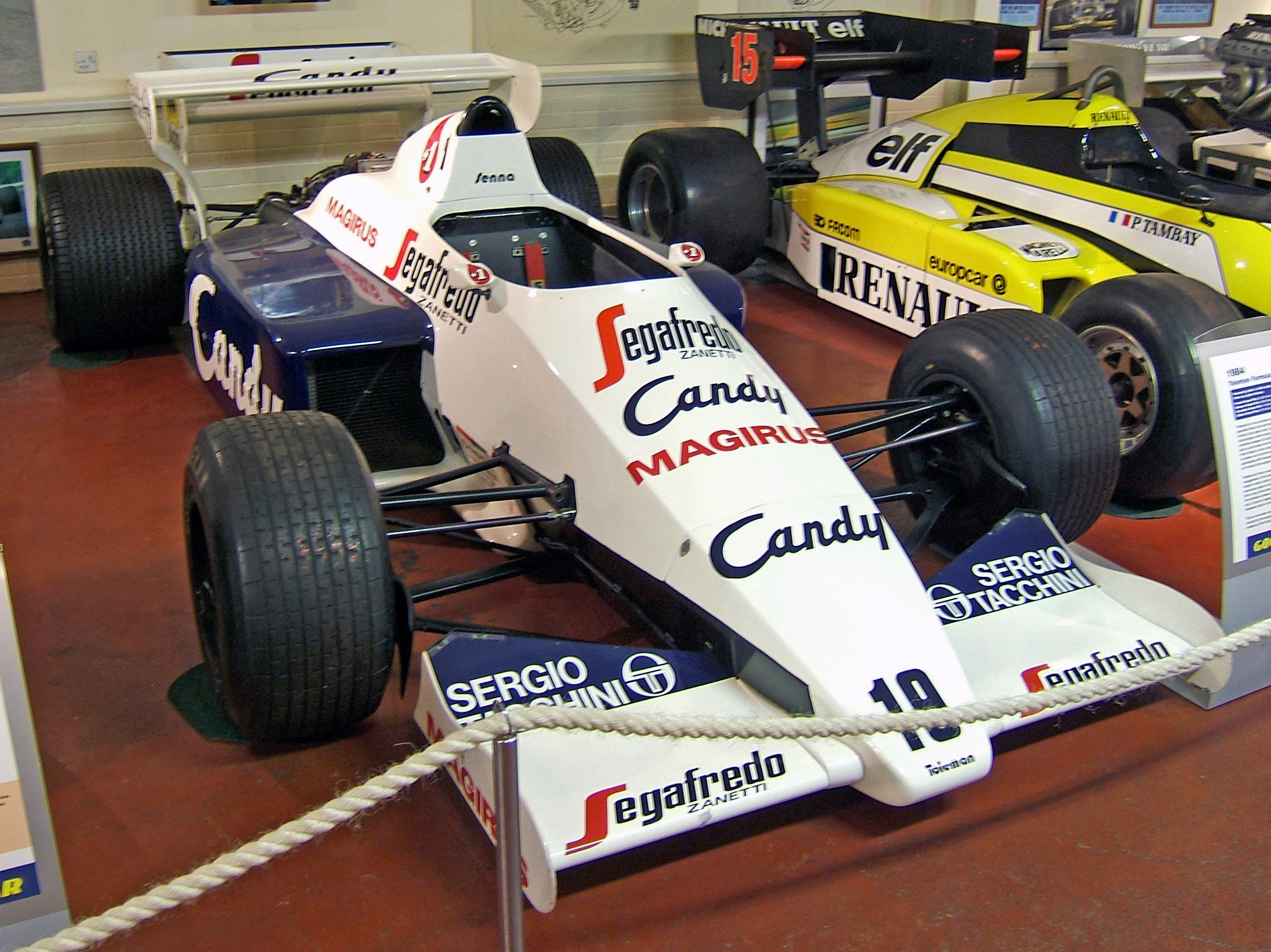
Senna 1984-es Tolemanje

A Williamshez vagy a McLarenhez képest a Toleman egy kis csapat volt, ennek ellenére a csapat egy meglehetősen jó autót készített, amit a Hart turbómotorja hajtott meg, és ez volt az az autó, amivel Senna megkezdte pályafutását a királykategóriában. Első világbajnoki pontját már a második futamán, Dél-Afrikában, Kyalamiban szerezte egy hatodik helyezéssel és sérült orrkúppal. Két héttel később ugyanezt az eredményt ismételte meg Zolderban, a belga pályán. Az évad negyedik versenyén, a San Marinó-i nagydíjon azonban kiesett a kvalifikáción, egész Formula–1-es pályafutása során először és utoljára. Senna első évadjának egyik kiemelkedő futama a monacói nagydíj volt, amit a pilóták zuhogó esőben futottak. A brazil csak a tizenharmadik helyet érte el az időmérő edzésen, de a versenyen folyamatosan tört előre, és a 19. körben megelőzte a második helyen álló Niki Laudát, majd körről körre csökkentette a vezető Alain Prosttal szemben lévő hátrányát. Mielőtt a franciát is megelőzhette volna, a versenyt az egyre erősebben zuhogó eső miatt a 31. körben biztonsági okokból leintették.

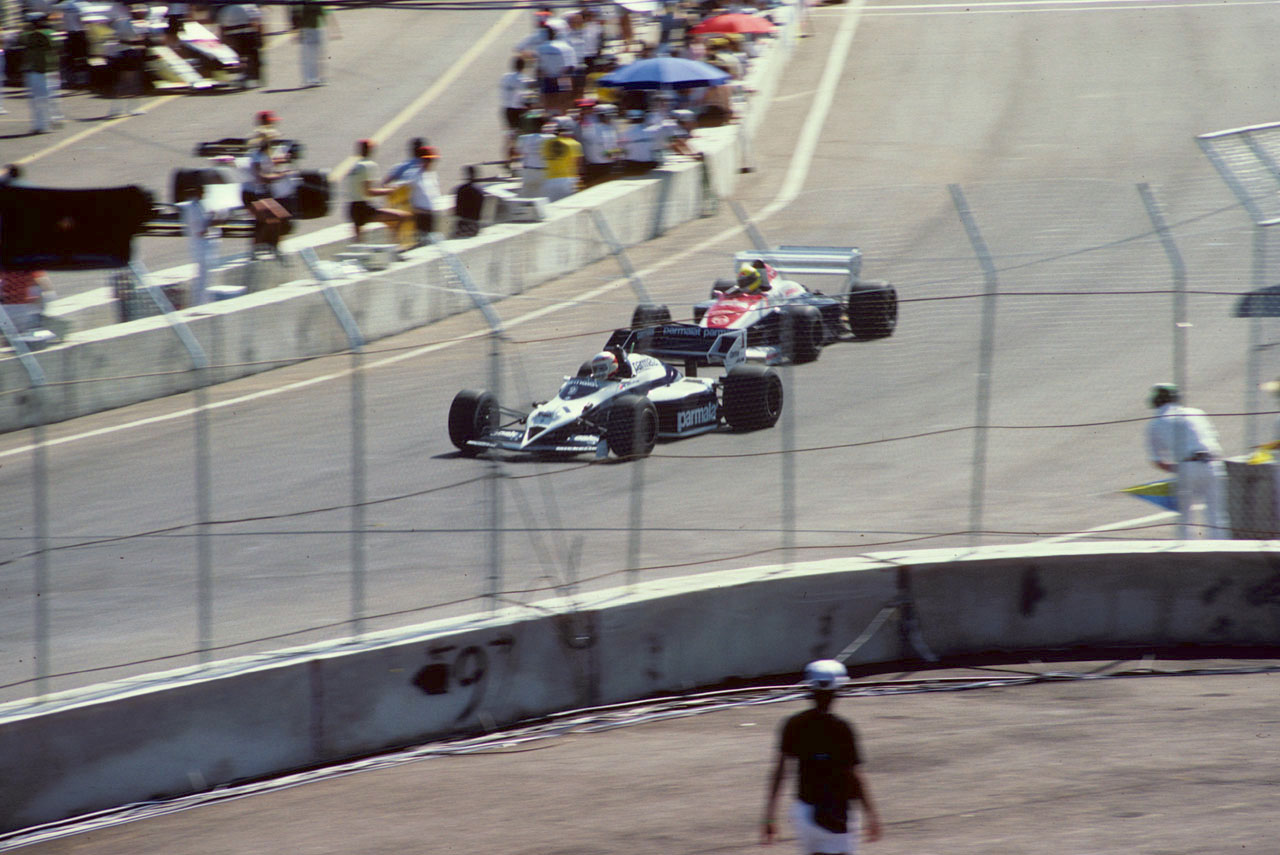
Senna Piquet mögött Dallasban

Senna az évad során még további két dobogós helyezést ért el, az egyiket a brit nagydíjon, Silverstone-ban, a másikat pedig a szezonzáró portugál nagydíjon, Estorilban. Senna az évad végén végül tizenhárom ponttal a kilencedik lett, holtversenyben Nigel Mansell-lel. Az olasz nagydíjon nem vehetett részt, a Toleman ugyanis felfüggesztette szerződését, miután Senna úgy határozott, hogy 1985-től a Lotusnál folytatja karrierjét.
A Formula–1-en kívül Senna részt vett még ebben az évben az 1000 kilométeres nürburgringi versenyen is, ahol Henri Pescarolóval és Stefan Johanssonnal közösen nyolcadik helyezést ért el egy Porsche 956-tal. Számos Formula–1-es pilótával együtt részt vett a Nürburgring megnyitása alkalmából rendezett bemutató versenyen, ahol minden versenyző 190E 2.3-16-os Mercedest vezetett. A versenyen Senna győzött Niki Lauda és Carlos Reutemann előtt.

## Lotus-évek

### 1985

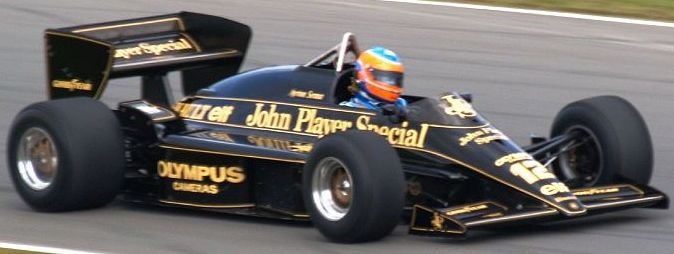
A Lotus 97T

1985-ben Senna kivásárolta magát a Toleman csapatából, és átigazolt a Lotus istállóhoz, amely csapat versenyautóit a Renault akkori V6-os motorja hajtotta. Ekkor már sokat vártak el a brazil pilótától, és a csapat nem is csalódott Sennában. Márkatársa Elio de Angelis olasz pilóta volt.
A szezonnyitó futamon Senna egy elektromos probléma miatt feladta a versenyt, viszont 1985. április 21-én, a szezon második versenyén, Portugáliában megszerezte élete első Formula–1-es futamgyőzelmét zuhogó esőben, amit pole pozícióból kezdett. Az 1985-ös évad többi versenyén azonban számos mechanikai problémával kellett megküzdenie, de így is képes volt arra, hogy újabb öt rajtelsőséget szerezzen. Újra nyerni tudott Spában, szintén esős időjárás mellett.
Az 1985-ös szezon végén 38 ponttal a 4. helyen végzett a világbajnoki összetettben (2 győzelem, 2 második és 2 harmadik helyezés, valamint hét pole-pozíció).

### 1986

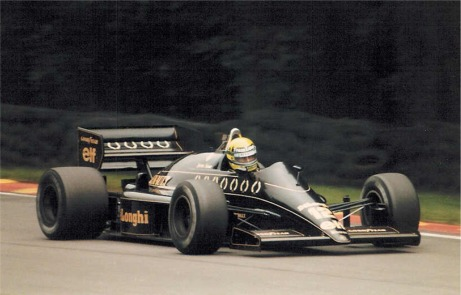
Senna a Lotus csapat versenyautójában az 1986-os brit nagydíjon

Senna az 1986-os évadot is a Lotus csapatával versenyezte. Versenyzőtársa a skót Johnny Dumfries lett, miután Senna visszautasította, hogy az angol Derek Warwick csatlakozzon mellé, mondván, a Lotus csapata nem képes két csúcs pilótát versenyeztetni egy időben. A 2. évad jobban sikerült Senna számára, az új Lotus 98T megbízhatóbb autó volt. Az évad jól is indult, Senna a hazai pályán a 2. helyen végzett Nelson Piquet mögött a brazil futamon Jacarepaguában, Rio de Janeiro-ban. Azután vehette át először a világbajnoki összetett 1. helyezését, mikor megnyerte a spanyol nagydíjat Jerezben, ahol Nigel Mansell Williams-Hondáját mindössze 0,014 másodperccel előzte meg, ami a Formula–1 történetének harmadik legkisebb különbséggel megszerzett győzelme.
A sok mechanikus probléma miatt nem tudta sokáig vezetni a világbajnoki címért folytatott versenyt, végül Alain Prost McLaren-TAG-je valamint Piquet és Mansell Williams-Hondája között dőlt el a verseny. Senna megszerezte az évad második futamgyőzelmét Detroitban, és végül összesen 55 ponttal zárta az éves pontversenyt a 4. helyen, nyolc pole-pozícióval és hat dobogós helyezéssel (4 második hely és 2 harmadik).

### 1987

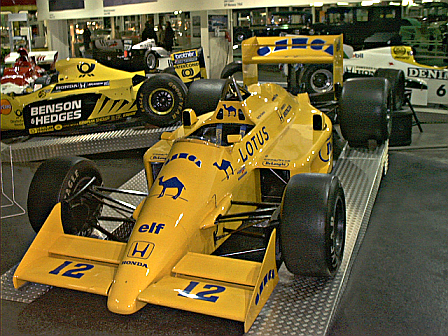
Senna 1987-es Lotus 99T-je

1987-ben Senna még közelebb került a világbajnoksághoz. A Lotus versenyautója az egy évvel korábbi Honda turbómotort kapta, miután a Renault úgy döntött, hogy kilép a Formula–1-ből. Csapattársa a japán Nakadzsima Szatoru lett. Gyengébb kezdés után Senna két versenyt nyert meg egymás után: Monacóban, majd Detroitban. Ebben az évben a Lotus-Honda 99T hol jobban, hol kevésbé jól szerepelt az akkor domináns Williams-Hondához képest, amit az 1986-os évadhoz hasonlóan Nelson Piquet és Nigel Mansell vezetett. A Lotus 99T a javított kiadása ellenére (egy nagyon innovatív és aktív felfüggesztést használtak) gyengébbnek bizonyult a Williams FW11B-hez képest. A két csapat közötti különbség nyilvánvaló volt, az 1987-es brit nagydíjon, Silverstone-ban Mansell és Piquet lekörözte az azonos motorral ellátott Lotusokat. Mexikóban egy pördülés után Senna elveszítette esélyeit a világbajnoki címet illetően, így a verseny Nelson Piquet és Nigel Mansell között dőlt el.
Nigel Mansell gerince azonban megsérült egy súlyos balesetben a japán nagydíj edzésén Szuzukában, így Nelson Piquet lett az 1987-es világbajnok, miután Mansell nem tudott elindulni az évadzáró Adelaide-i futamon. Sennának viszont így lehetősége volt arra, hogy a második helyre lépjen előre az összetettben, ha legalább a 3. helyen végez. Viszont az ausztrál nagydíj után a bíróság úgy ítélte meg, hogy a Lotus-Honda fékvezetékei szélesebbek a szabályok által megengedettnél, így a csapatot kizárták a versenyből, ezzel az utolsó és legsikeresebb Lotus-szezon szomorú véggel záródott. Senna a kizárás után 57 ponttal a 3. helyen végzett, 1 pole pozícióval és 6 dobogós helyezéssel (4 második és 3 harmadik).
Az évad végén Senna átigazolt a McLaren csapatához, melyet Honda V6-os turbómotorral láttak el.

## Sikerek a McLarennel

### 1988
Senna 1988-ban az akkor kétszeres világbajnok Alain Prost csapattársa lett. Sok drámai eset fűszerezte az évad futamait, a páros a McLaren MP4/4-gyel 16 versenyből 15-öt megnyert.
Az 1988-as szezon Prost győzelmével kezdődött Brazíliában, ahol Sennát diszkvalifikálták, mert a második rajt után átült a tartalék autójába, ami tilos. Imolában nyert csapattársa előtt. Monacóban is a brazil vezetett, de a korlátnak ütközött és kiesett, Prost pedig nyert.
Mexikóban Prost nyert Senna előtt, Kanadában a brazil nyert, míg Prost második lett, az Egyesült Államokban ugyanez ismétlődött, majd Franciaországban Prost a hazai versenyén nyert Senna előtt.

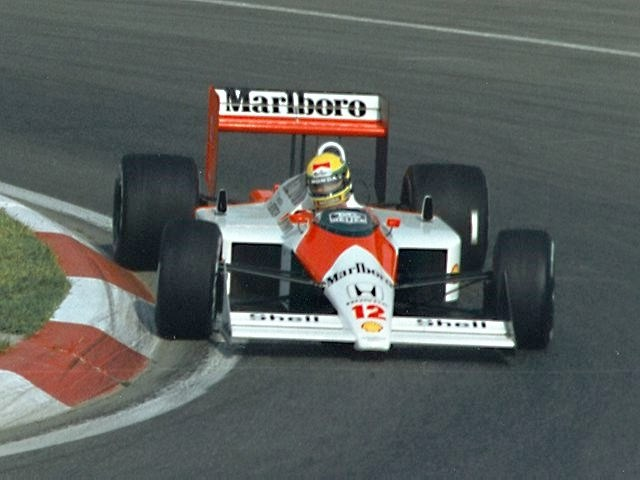
Senna 1988-ban az MP4/4-gyel Kanadában

A brit nagydíjat Senna nyerte, Prost pedig a 25. körben kiállt az esős versenyen, mert nem volt hajlandó végigmenni a futamon.
Németországban, Magyarországon és Belgiumban a brazil nyert Prost előtt. Monzában Prostnak a rajttól kezdve gondjai voltak az autójával, ennek ellenére tudta tartani a tempót Sennával. A brazil azonban ütközött a lekörözött Williamses Jean-Louis Schlesserrel és kiesett, ám Prost is kiesett műszaki hiba miatt. Ez volt az évad egyetlen versenye, amelyen nem a McLaren győzedelmeskedett. Az olasz nagydíjat Gerhard Berger nyerte Ferrarival.
Estorilban kezdődtek az ellentétek a két csapattárs között. A rajt utáni kemény csatából Senna került ki győztesen. Senna haladt elől, Prost követte. Amikor az első kör végén befordultak a célegyenesbe, Senna balra húzódott, Prost pedig meglátta a kínálkozó rést a jobb oldalon és bement Senna mellé, aki viszont ezt meglátva elkezdte jobbra húzni az autóját, és 250 km/h sebességnél majdnem a bokszutca falához szorította Prostot. Aztán az első kanyarban a belső íven lévő Prost megelőzte a kívülről bekanyarodni készülő Sennát, így a francia fordult elsőként és megszerezte a vezetést, majd megnyerte a versenyt. Senna csak a hatodik lett.
Prost nagyon megdöbbent azon a minden áron való győzni akaráson, amelyet Sennában meglátott, amikor a brazil majdnem a falhoz nyomta, és ezzel nemcsak a saját életüket, de a bokszutcában lévőkét is kockára téve. Azt mondta, hogy neki ilyen áron nem kell a világbajnoki cím, és ha Sennának ez ennyire fontos, legyen az övé. Spanyolországban ismét Prost nyert, míg a brazil negyedik lett.
Ezután következett a japán nagydíj, ahol az összetettben ugyan Prost vezetett, de Sennának is volt esélye megnyerni a világbajnokságot. A brazil indult a pole-ból, de leragadt a rajtrácson és csak tizenharmadikként fordult be az első kanyarba. Prost vezetett, de Senna áttörte magát a fél mezőnyön és a 27. körben már Prost mögött volt. A célegyenesben megelőzte a franciát és nyert. Ezzel eldőlt a világbajnokság Senna javára.
Ekkor hátra volt még az ausztrál nagydíj, ahol Prost nyert Senna előtt, de ennek már nem volt jelentősége.
Senna megszerezte élete első Formula–1-es világbajnoki címét. Ugyan Prost több pontot gyűjtött, de a szabály szerint csak a legjobb 11 futam eredménye számított be az összetett állásába, ebben pedig a brazil volt a jobb, mert Prost kevesebb győzelmet aratott, így a végelszámolásnál a brazil került ki győztesen. Prost gratulált neki, ekkoriban viszonyuk még nem volt végletesen rossz, az igazi ellentétek 1989-ben kezdődtek köztük.

### 1989
A szezonban még erőteljesebbé vált a Senna és Prost közötti versengés, gyakran harcoltak egymással a futamok közben. Ebben az évben már nem lehetett turbómotort használni, így a csapat V10-es Honda motort használt.
A szezon március 26-án, Rio de Janeiróban kezdődött a brazil nagydíjjal. Senna az első rajtkockából indult, de az első körben összeütközött több versenyzővel és végül csak a tizenegyedik lett. A versenyt Nigel Mansell nyerte Ferrarival Prost előtt. A következő versenyen, Imolában ismét kiélesedett az ellentét a McLaren versenyzői között. A rajtot – Bergernek a Tamburello-kanyarban bekövetkezett balesete miatt – meg kellett ismételni. Az új rajtnál Prost elment Senna mellett, ő azonban a Tosa kanyarban visszaelőzte. A francia a verseny után dühös volt, mert szerinte Senna becsapta őt. A verseny előtt ugyanis megállapodtak abban, hogy amelyik McLaren-pilóta először ér az első kanyarba, azt a másik nem előzheti meg később. Prost szerint ezt a megállapodást rúgta fel Senna, amikor a Tosában mégis elment mellette.
A brazil pilóta máshogy gondolta ezt. Elismerte, hogy valóban volt közte és Prost között ilyen megállapodás, amit már 1988-ban is többször betartottak. Azt mondta azonban, hogy az első rajt után ugyan Prost indult jobban, de ő volt előrébb az első kanyarban. A második rajtra pedig szerinte már nem vonatkozott a megállapodás. A francia ezzel nem értett egyet. Ron Dennis csapatfőnök kérésére Senna elnézést kért a franciától, de mint mondta, csak a békesség kedvéért. Később mindketten kijelentették, hogy a hivatalos és szükségszerű érintkezésen kívül nem akarnak többet egymásról hallani.

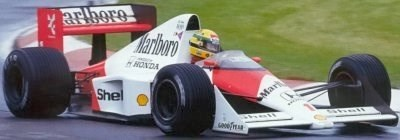
Senna a McLaren MP4/5-ös versenyautóban, 1989-ben

A monacói nagydíjon Senna az első helyről indulva nyert Prost előtt. Mexikóban ismét nyert, míg csapattársa csak az ötödik lett. Phoenix-ben Senna 34 addig elért első rajtpozíciójával megdöntötte Jim Clark évtizedekig fennálló rekordját. A futamon aztán kiesett, Prost pedig nyert. Senna Kanadában az esős időben sokáig száraz pályára való (slick) gumikkal autózott, de így is gyorsabb volt a közvetlen előtte lévőknél. A 21. körben kénytelen volt esőgumiért kiállni, majd hamar az élre állt. Három körrel a leintés előtt azonban a motorja tönkrement és kiesett, de szerencséjére Prost is a kiesők között volt.
Senna Paul Ricard-on és Silverstone-ban is kiesett, míg Prost nyert. Hockenheimban Sennának volt szerencséje, és az utolsó körökben meg tudta előzni váltóhibával küszködő csapattársát. A magyar nagydíjon parádésan autózva Nigel Mansell a brazil klasszist is maga mögé tudta utasítani és nyert, Senna második, Prost negyedik lett. Spában, az esős belga nagydíjon a brazil pilóta pole-pozícióból indulva nyert a másik McLaren előtt. Monzában Prost bejelentette, hogy az év végén elhagyja a McLarent és a Ferrarihoz igazol. Ebben nyilvánvaló szerepet játszott a Sennával való megromlott viszonya, és az is, hogy úgy gondolta, hogy a Honda jobb motorokat ad Sennának (a monzai időmérőn például Senna majdnem két másodperccel verte Prostot). A brazil a versenyen a 44. körben kiesett, a futamgyőzelem csapattársáé lett.
A portugál nagydíjon Senna vezetett, amikor Mansell megpróbálta megelőzni és kiestek. Mansellnek már nem lett volna szabad versenyben lennie, mert korábban fekete zászlóval kizárták egy bokszutcai tolatás miatt. A brazil nagyon dühös volt Mansellre, de ő azt állította, hogy nem látta a fekete zászlót és fogalma sem volt róla, hogy kiintették. A versenyt Berger nyerte Prost előtt. Ezután a spanyol nagydíjat megnyerte Jerezben az első rajtkockából. Két versennyel a szezon vége előtt az volt a helyzet, hogy a brazil pilótának mindkét versenyt meg kellett nyernie, hogy az év végén ő legyen a világbajnok.
A japán nagydíjon Prost mögött autózott, amikor a célegyenes előtti sikánban próbálta megelőzni a másik McLarent. Prost a jobbos kanyarban nekiment a mellé érkező Sennának és mindketten kicsúsztak. A francia kiesett, míg Senna autóját megtolták és folytatta a versenyt, amit meg is nyert. Utólag azonban diszkvalifikálták a mesterséges indítás, a sikán levágása, valamint a bokszutca vonalára való ráhajtása miatt. A kizárás miatt így Alessandro Nannini megszerezte egyetlen futamgyőzelmét a Benetton-Forddal, és Prost megnyerte harmadik világbajnoki címét. A McLaren óvást adott be, de elutasították, sőt Senna 100 000 dolláros pénzbüntetést és egy versenyre szóló eltiltást kapott, hat hónapra felfüggesztve. Az ideiglenesen felfüggesztett szerződése miatt 1989 telén vitába keveredett az FIA elnökével. Az utolsó (esős) versenyen, Adelaide-ben Senna a pole-ból indulva kicsúszott, majd hátulról nekiment a lekörözendő Martin Brundle Brabhamjébe.
Az szezon végén Prost 76 ponttal a tabella élén végzett, Senna második lett 60 ponttal. A McLaren-Honda fölényesen nyerte a konstruktőri vb-t.

### 1990
Az 1990-es szezont a brazil pilóta új csapattárssal, az osztrák Gerhard Bergerrel kezdte, akivel jó viszonya alakult ki. Prost a Ferrarihoz ment.

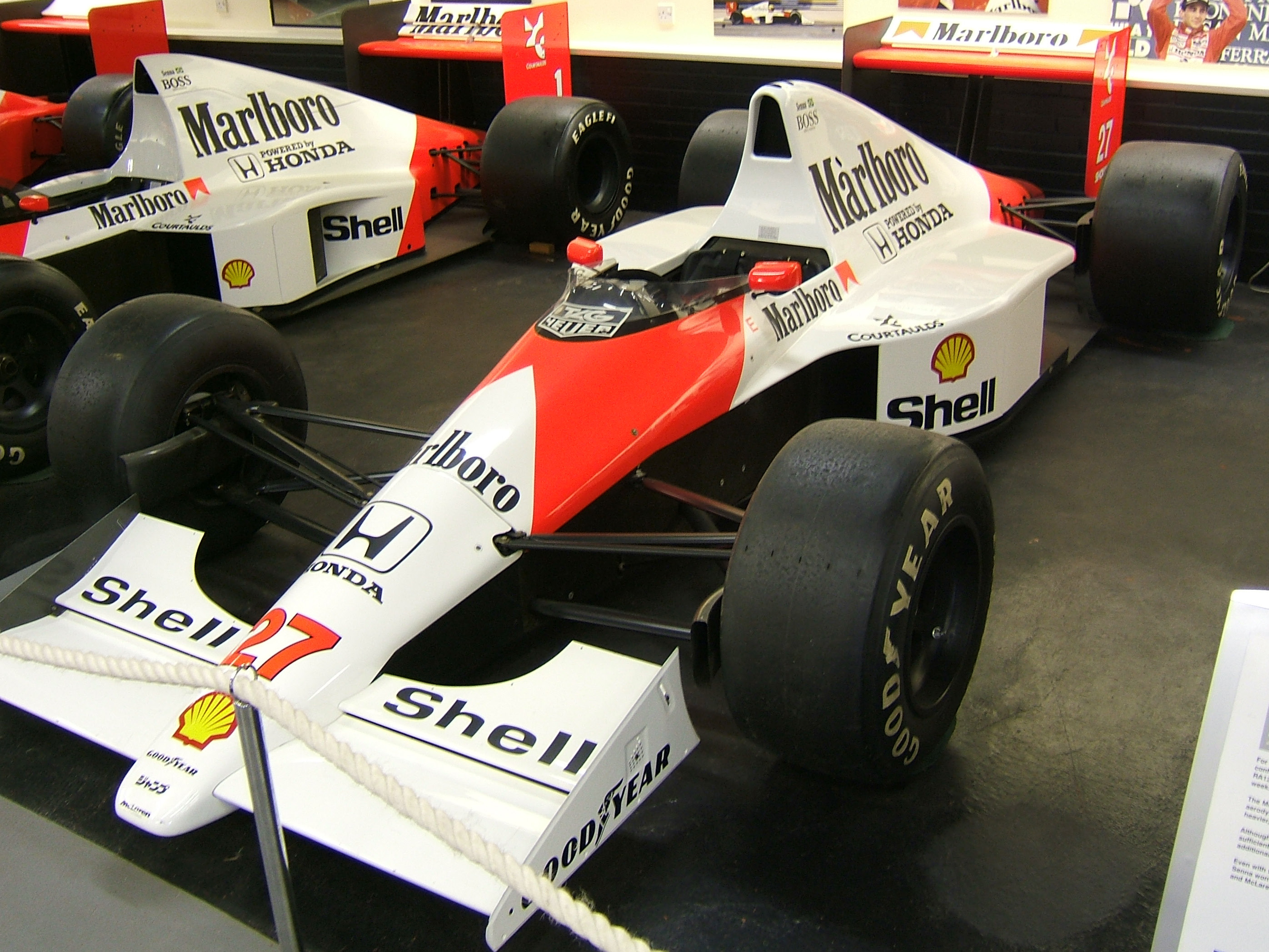
Senna 1990-es autója, a McLaren MP4-5B

Az év első futamán az amerikai Phoenixben meglepetésre Berger gyorsabb volt Sennánál az időmérő edzésen, de a versenyen Senna nyert a fiatal Jean Alesi Tyrrellje előtt.
1990-re a hazájának nagydíját visszahelyezték Rio de Janeiróból az átépített Interlagosba. Hazai versenyén a pole-ból indult, de végül a harmadik lett Prost és Berger mögött.
Imolában ismét övé volt a pole, de kiesett, Berger pedig második lett.
Monacóban, ahol hagyományosan jól szerepelt, győzött, és nyert Montrealban Nelson Piquet Benettonja előtt. Mexikóvárosban Prost nyert Mansell és Berger előtt, míg a brazil kiesett. Alain Paul Ricard-on és Silverstone-ban is folytatta győzelmi sorozatát, Senna pedig mindkét alkalommal a harmadik helyen végzett. Ezután egy rövidebb sikersorozat következett számára: nyert Hockenheimban, második lett a Hungaroringen Boutsen mögött, Spában és Monzában pedig ismét nyert. Estorilban Mansell nyert, Senna második lett, Prost harmadik. Jerezben a brazil pole-t szerzett, de a versenyen kiesett és Prost nyert.
Így jutott el a mezőny ismét Suzukába, ahol ismét egy botrányos verseny zajlott le.
A pole-pozíciót Senna szerezte meg, mellőle Prost rajtolhatott. A brazil pilóta csapattársával, Bergerrel még az időmérő edzés előtt elment Balestréhez, mert szerintük a pole helye a pálya kedvezőtlenebb, porosabb oldalán volt és szerették volna elérni, hogy ezt megváltoztassák. Balestre ebbe beleegyezett, de amikor Senna szerezte meg a pole-t, mégsem engedte meg a változtatást. A brazil ezen rettenetesen felháborodott és eldöntötte, ha Prost rajtol jobban, akkor meg fogja akadályozni, hogy az első kanyarba előbb érjen be, mint ő. A versenyen a francia le is rajtolta Sennát, és ekkor a brazil 273 km/h-s sebességgel hátulról belement a Ferrariba, aminek következtében mindketten kiestek a versenyből. Ezzel Senna lett a bajnok.
Tettéért nem kapott semmilyen büntetést, mert akkor még nem lehetett tudni, hogy ki okozta a balesetet. Szerinte nem ő volt az oka, hanem közvetett módon a FISA francia vezetője, Jean-Marie Balestre. Így magyarázta a versenyen történteket:
Azt gondolom, 1989-ben megbocsáthatatlan dolog történt, amit soha nem fogok elfelejteni. A mai napig nem tudtam megbirkózni ezzel a tudattal. A lényeg: Prost és én összeütköztünk a sikánban, amikor befordult elém. Visszatértem a versenybe, megnyertem, de később igazságtalanul kizártak. Hogy mi történt később… nem mondhattam ki, amit gondoltam. Ha kimondod, büntetéseket kapsz, megbírságolnak és elveszítheted a szerződésed is. Igazságos ez? Nem az… Suzukában szóltam tavaly az illetékeseknek, hogy tegyék át a rajthelyet a pálya bal oldalára, mivel a jobb oldal a pálya piszkos részén helyezkedik el – kiizzadsz egy pole-pozíciót, majd rossz helyről rajtolsz. Azt mondták: „Jól van, nem probléma”. Aztán mi történt? Balestre rendelete szerint nem lehetett megváltoztatni. Tudom, hogy működik a rendszer, és azt gondoltam, ez egy kiszúrás. Azt mondtam magamnak: „Rendben, történjék bármi, elsőként fogok érkezni az első kanyarba” – de nem tudtam Alain Prost mellett elmenni, mert bevágott elém. Ha elég közel lettem volna hozzá, nem tudott volna elfordulni előttem – el kellett volna engednie. Nem törődtem a balesettel; mentem tovább. Adott egy esélyt, befordult, és összeütköztünk. Elkerülhetetlen volt. „Te okoztad az egészet”, mondta valaki. „Miért okoztam volna?”, válaszolta Senna. „Ha mindig rendesen próbálnál dolgozni a rendszeren belül, mit tennél? Visszafojtva azt mondanád, köszi? Ez nem megoldás. Harcolnod kell azért, amiről azt gondolod, hogy igazad van. Ha a rajthely a bal oldalon lett volna, az első kanyarig gond nélkül vezethettem volna. Rossz döntés volt, hogy a jobb oldalon hagyták a pole-t, és ezt Balestre hagyta. Látható volt, hogy mi történt az első kanyarban. Én is benne voltam, de nem vagyok érte felelős.”

### 1991

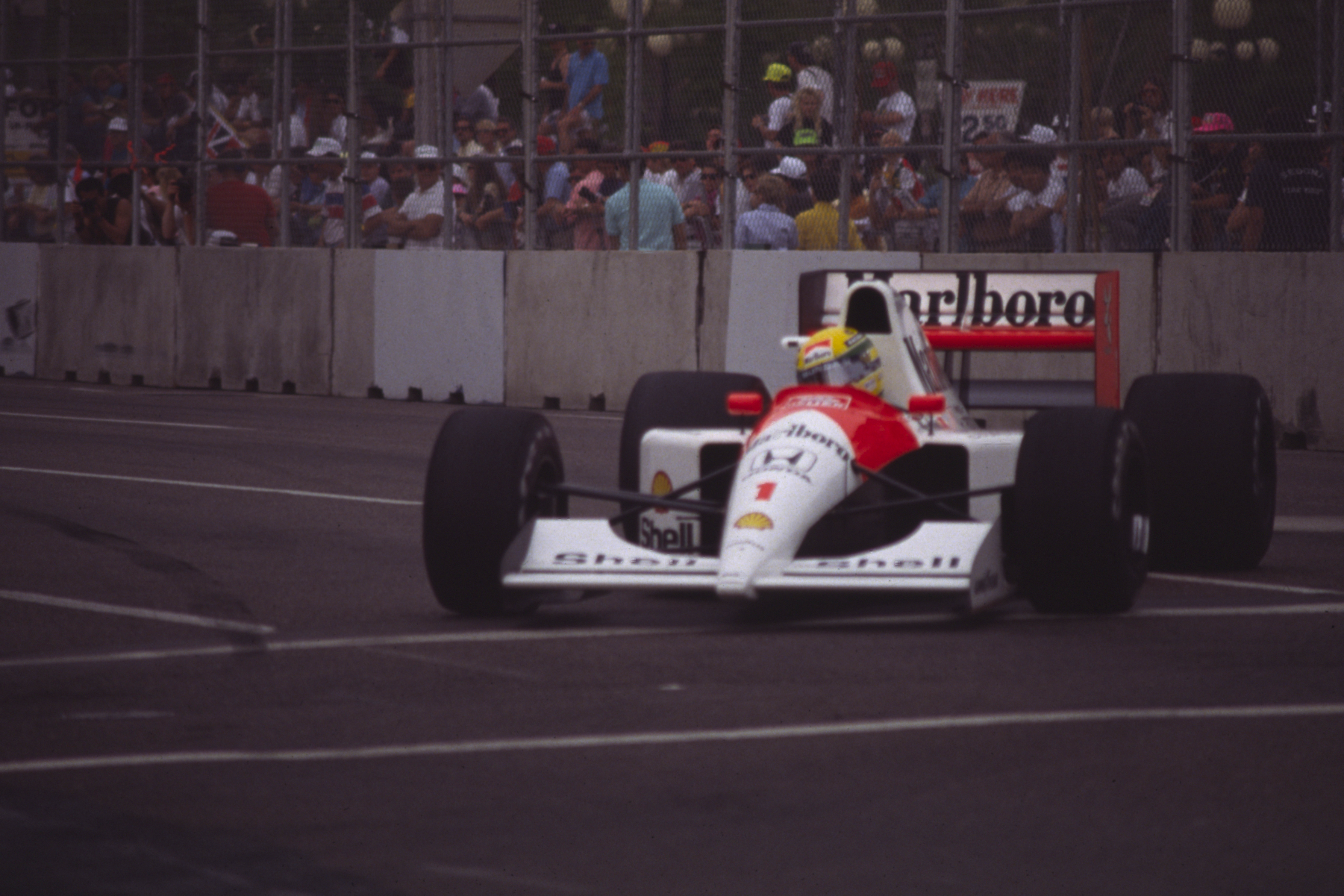
Phoenixben

Az 1991-es évet Senna 96 ponttal könnyedén nyerte, Prost Ferrarija nagyon gyenge volt, az évben mindössze néhány dobogós helyet tudott szerezni. Senna csapattársa a McLarennél továbbra is Gerhard Berger maradt, akivel barátsággá mélyült a kapcsolata.A Honda erre a szezonra V12-es motort bocsátott a csapat részére, amitől több lóerőt vártak, mint a V10-estől. Amikor azonban a brazil pilóta kipróbálta az új motort, elégedetlen volt vele.
Ennek ellenére Senna az év első négy versenyéből (Phoenix, Interlagos, Imola és Monte-Carlo) négy alkalommal pole-ból indult és mind a négyet meg is nyerte. Ez azonban annak is köszönhető volt, hogy a versenyképes Williams-Renault-k ekkoriban még megbízhatatlanok voltak.
Montrealban ismét balszerencse sújtotta a Williamseket: Patrese indult a pole-ból, ám vezető pozícióban defektet kapott és egy kör hátrányba került, míg Mansell (aki vezette a versenyt) autója az utolsó körben állt le. Senna elektronikai problémákkal kényszerült kiállni, így Nelson Piquet (Benetton-Ford) ölébe hullott a győzelem. A mexikói nagydíjon a brazil a két Williams mögül indulhatott. A rajtnál megelőzte az élről induló Patresét, ám az olasz nem sokkal később visszaelőzte, és a McLaren a harmadik lett. A futamot Mansell nyerte, és Senna elismerte, hogy nem tudott mit kezdeni a Williamsek erőfölényével. A francia nagydíjat 1991-ben rendezték először Magny-Cours-ban. Senna ismét a harmadik rajtkockát szerezte meg Patrese és Alain Prost mögött, a verseny első három befutójának a sorrendje is ez volt.

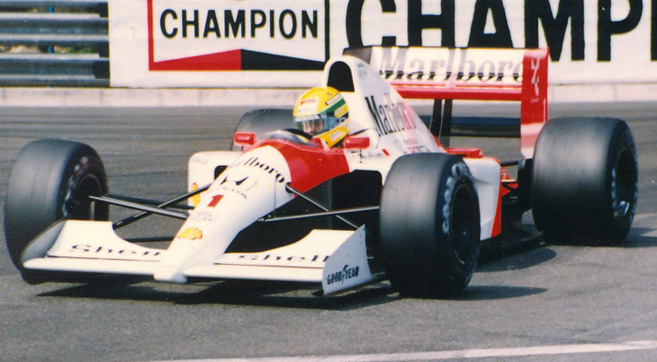
Senna, az 1991-es monacói nagydíjon

Silverstone-ban a második helyről indult Mansell mögül, és szinte a verseny végéig tartotta pozícióját, amikor az utolsó körben elfogyott az üzemanyaga. Szerencséjére negyedik helyre klasszifikálták így is. A levezető körben Mansell felvette és saját autóján vitte be a brazilt a boxban található parc fermébe.
Hockenheimban a második helyről indult Mansell mögül, majd a versenyen Patrese is elé került és a két Williams hamar leszakította magáról a harmadik helyért küzdő Sennát és Prostot. A francia nyolc körrel a futam vége előtt előzésre szánta el magát, de Senna ráhúzta autóját, és összeütköztek. Prost kiesett, míg Senna folytatni tudta a versenyt, de az utolsó körben megint elfogyott az üzemanyaga és a hetedik helyen klasszifikálták. A verseny után mindketten egymást okolták az ütközésért.
A Hungaroringen Senna pole-ból indulva, sok kevésbé sikeres verseny után ismét győzött. A belga nagydíjon is ezt történt, ám itt a kerékcseréknél Nigel Mansell és Jean Alesi is Senna elé került, azonban Mansell a 22. körben elektronikai hibával, Jean pedig a 30. körben motorhibával kiállt. Öt futammal az évad vége előtt Sennának 71 pontja volt, míg a második helyen álló Mansellnek csak 49. Monzában az első helyről indult, de a versenyen Mansell megelőzte, de előnye így is csak 17 pontra csökkent. Estorilban a Williams szerelői rosszul rögzítették az élen álló Mansell jobb hátsó kerekét, és az még a bokszutcában leesett.

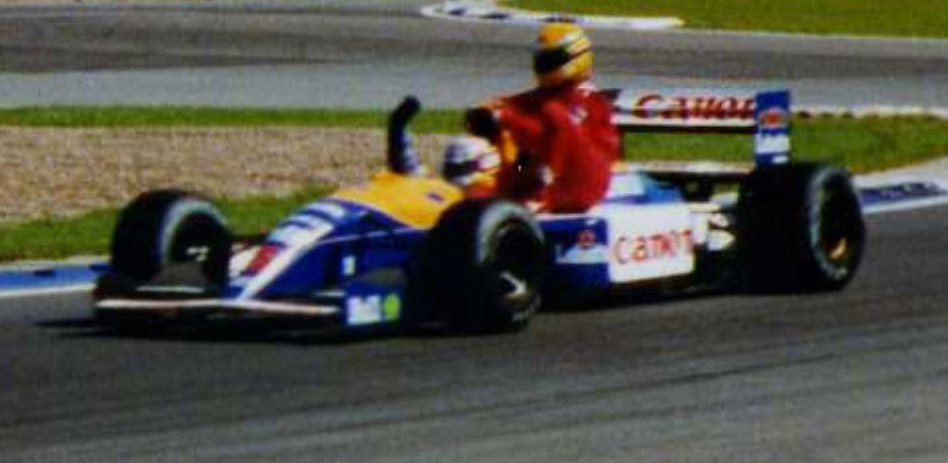
Mansell saját autóján viszi Sennát a boxba

Ekkor a szerelői utána rohantak és feltettek neki egy másik abroncsot, de ez a bokszutca olyan területén történt, ahol ez tilos volt, így Mansellt diszkvalifikálták. Senna második lett Patrese mögött, és ezzel 23 pontnyira növelte az előnyét Mansellel szemben. Három futammal a világbajnokság vége előtt ez szinte már behozhatatlan volt. Jerezben Berger nyerte az időmérő edzést, Senna a harmadik helyről indult, és a boxkiállásoknál megelőzte Bergert és Mansellt is. Taktikai okokból azonban elengedte csapattársát. Úgy gondolta, hogy amíg ő feltartja Mansellt, addig Berger annyi előnyt szerez, hogy ha Mansell meg is előzi Sennát, már nem tudja utolérni Bergert. Végül nem vált be a taktikájuk, mert a brazil kipördült a 13. körben és visszaesett a hatodik helyre, később pedig Berger is kiesett. Így mégis a brité lett a győzelem, Senna pedig ötödik lett. Két versennyel a szezon vége előtt 16 pontos előnyben volt, ami azt jelentette, hogy Suzukában Mansellnek muszáj volt nyernie. A japán nagydíjon újra Berger indulhatott az élről, míg Senna a második pozícióból. A tervük hasonló volt, mint Jerezben. A 9. körben a brit előzni készült, de abban a pillanatban hirtelen kicsúszott és belement a gumifalba. Senna ezzel háromszoros világbajnok lett. A verseny hátralévő részében megelőzte Bergert, de az „az nyer, aki a verseny első körében vezet” megállapodás miatt végül elengedte Bergert, akinek ez lett az első győzelme 1991-ben.
Egy verseny volt még hátra Adelaide-ben, ahol Senna a pole-ból indulva vezetett, de eső miatt a 15. körben leintették a futamot. A Formula–1 történetének legrövidebb versenyén csak az eredeti pontszámok felét kapták meg a helyezettek, így Senna végül is 95 ponttal lett világbajnok. Rajta kívül akkor Jack Brabham, Jackie Stewart, Niki Lauda, Nelson Piquet és Alain Prost rendelkezett még három világbajnoki címmel. Csak Juan Manuel Fangio birtokolt ennél több címet, aki az ’50-es években versenyzett. 1991-ben Senna hét győzelmet aratott, kanadai kiesésének, silverstone-i negyedik, hockenheimi hetedik és estorili ötödik helyének kivételével, mindegyik versenyén dobogós helyen végzett. A második Nigel Mansell lett.

### 1992

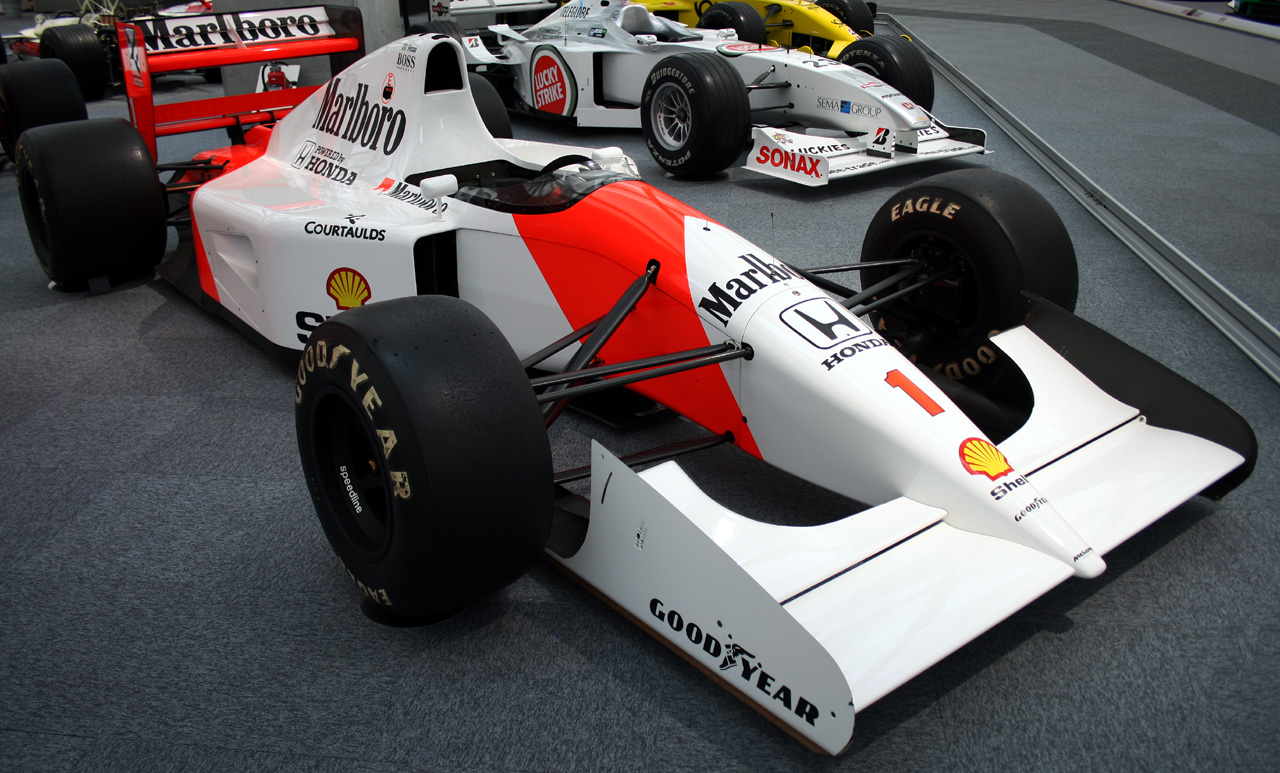
Senna 1992-es McLarene

A Williams már 1991-ben nagyon erős volt, csak a megbízhatóság jelentett problémát a csapat számára, de 1992-re ezt is sikeresen megoldották. Senna ez évben eltökélten harcolt a végső győzelemért, de a McLaren alkalmatlan volt a nyerésre a minden tekintetben felülmúlhatatlan Williams FW14B-hez képest.  Az új McLarennek több hiányossága is volt, ráadásul késett is az új modell (a 4. versenyen debütált), hiányzott az aktív felfüggesztés, kiszámíthatatlan volt a gyors kanyarokban, és már a Honda V12-es motorjának ereje sem ellensúlyozta a kocsi hiányosságait. Senna nyert Monacóban, Magyarországon és Olaszországban, de csak a 4. helyen végzett az összetettben, s a brazilnak nem volt szerződése egyik csapattal sem a következő évre.
Érezte, hogy a McLaren versenyautó már nem versenyképes (a Honda motor már nem múlta egyértelműen felül a Renault motor erejét 1992-ben), a Williams csapatban pedig nem versenyezhetett Prost mellett, mivel a francia megtiltotta, hogy Senna legyen a csapattársa. Senna decemberben Phoenixbe ment, hogy letesztelje a Penske IndyCart. Felmerült benne, hogy Mansellhez hasonlóan ő is az IndyCar sorozatban versenyezzen, de a Penskéhez végül nem őt szerződtették. A McLaren főnöke, Ron Dennis, megpróbálta biztosíttatni Renault V10-es motorral a csapatot, sikertelenül. Így a McLaren a Ford V8-as motort használta, ami teljesítményben gyengébb volt a gyári csapaténál, a Benettonénál, de remélték, hogy a kisebb lóerőt az aktív felfüggesztési rendszerrel orvosolni tudják. Senna végül maradt a McLaren csapatban, de kizárólag csak egy versenyre írt alá szerződést (Dél-Afrikára), hogy felmérje a McLaren versenyképességét. A tesztek után Senna úgy vélte, hogy az 1993-as McLarennek van egy különleges képessége, noha a motor még mindig nagyon gyenge volt, s nem tudott versenybe szállni a Williams-Renault-val. Senna ugyan nem írt alá éves szerződést, de abba beleegyezett, hogy versenyről versenyre a csapatnál maradjon.

### 1993

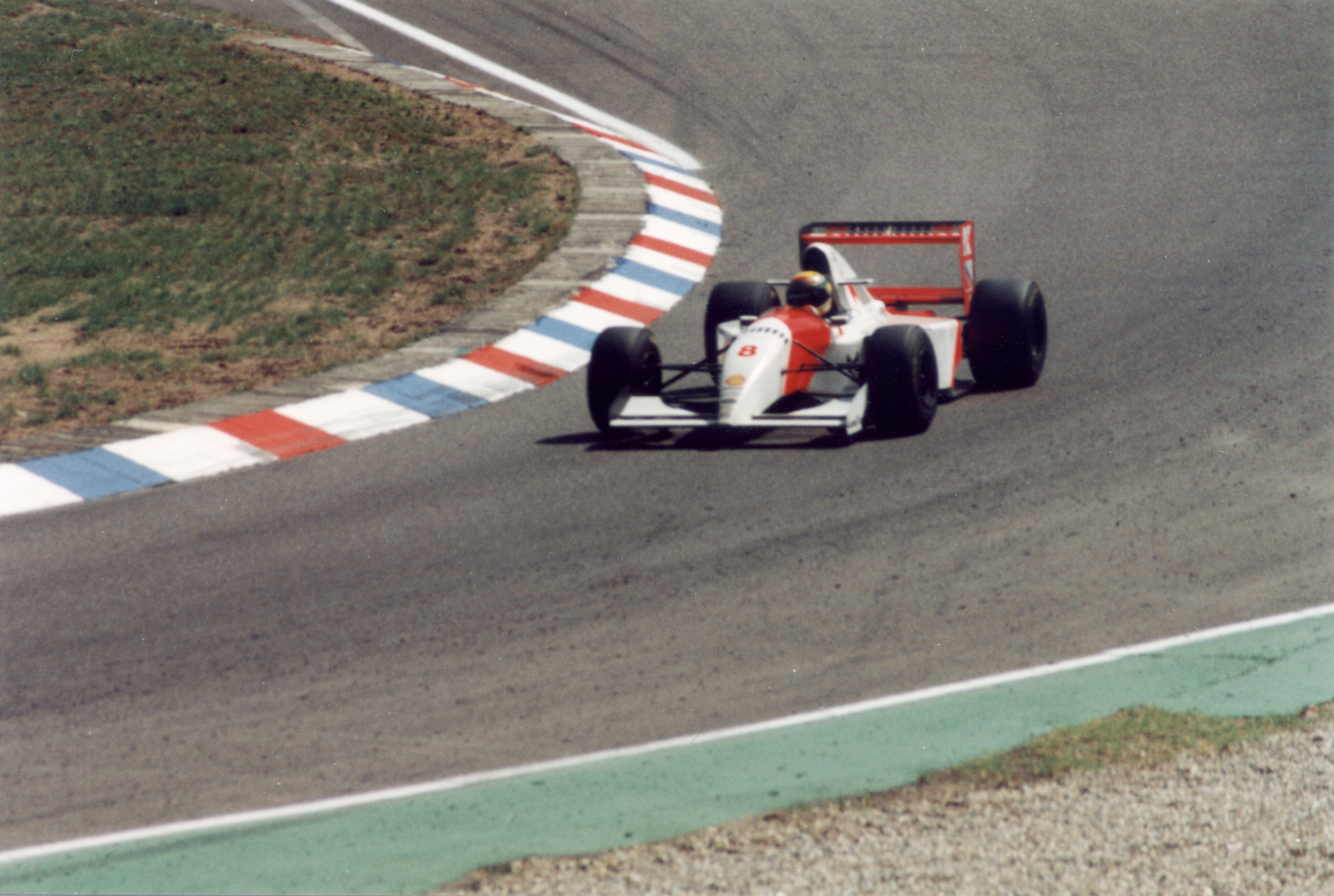
Senna 1993-ban, Hockenheimban

Miután a dél-afrikai nyitófutamon a 2. helyen végzett, egy folyamatosan változó körülmények között képes volt nyerni hazájában, Brazíliában, majd egy esős futamon, Doningtonban. Ez utóbbit tartják Senna egyik legnagyobb futamgyőzelmének. A 4. helyről indult, az első kanyarban visszaesett az 5. helyre, de az első kör vége előtt már mindenkit megelőzött. Vezetett az egész versenyen, ahol néhány pilótának hét bokszkiállásra is szüksége volt, az időjárási körülmények miatt. Senna Spanyolországban a második helyen végzett, majd Monacóban felállított egy rekordot, a pályán elért 6. futamgyőzelmével. Ekkor Senna már vezette a világbajnokságot Alain Prost és Michael Schumacher előtt a gyengébbnek számító McLarenjével. Az évad többi futamán viszont Alain Prost ledolgozta a hátrányát Sennával szemben, majd átvette a vezetést. Senna szerzett még két győzelmet Japánban és Ausztráliában, és végül a 2. helyen végzett az összetettben. A japán verseny után összetűzésbe került az újonc Eddie Irvine-nal, aki visszaelőzte Sennát, miután a brazil őt lekörözte. Az évad egyetlen pole-ját Ausztráliában szerezte. A győzelmi dobogón megfogta és a magasba emelte Prost kezét a megbékélés jeleként. Prost ebben az évben vonult vissza.

## Az utolsó év a Williamsszel

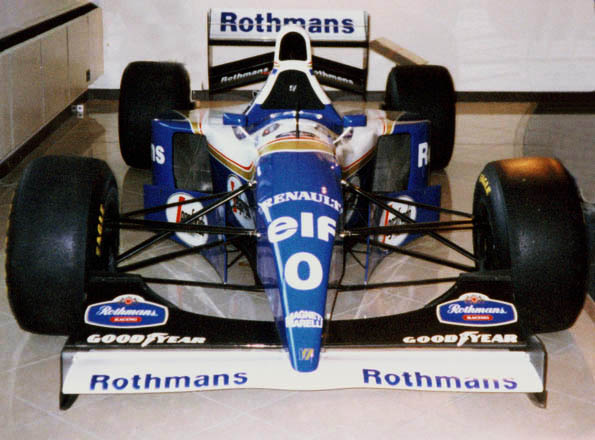
A Williams FW16 (Damon Hill autója)

Az 1993-as világbajnokságot követően Alain Prost visszavonult a Formula–1-ből, hagyva ezzel egy üres helyet a Williams-Renault csapatban, amit Senna vett át az 1994-es évadra, csapattársa a brit Damon Hill lett. Senna a Williamsszel, amely megnyerte az előző két évi bajnokságot, az 1994. évi bajnokság egyik legnagyobb esélyese volt. Ebben az évben betiltották az aktív felfüggesztést, valamint az elektronikus segédeszközök használatát, köztük a kipörgésgátlót és az ABS-t is.
Az évad első versenyén, Brazíliában Senna szerezte meg az első rajtkockát, és bár sokáig tartotta a mögötte versenyző Michael Schumachert, a német a bokszutcában mégis megelőzte. Senna, miközben Schumachert üldözte, az egyik kanyarban kipördült és kiesett. A következő verseny a csendes-óceáni nagydíj volt. Itt szintén megszerezte a pole-t, de a versenyen az első kanyarban Mika Häkkinen hátulról beleszaladt, így kiesett.
A versenyen Schumacher ismét nyert, Hill lett a második. Ezzel a német 20 pont előnyt gyűjtött Sennával szemben. A brazil pilóta a San Marinó-i nagydíjon az évben harmadszorra is megszerezte a pole pozíciót.
Roland Ratzenberger halálos balesete után az időmérőn Senna azon gondolkodott, hogy elinduljon-e a futamon, és folytassa-e versenyzői pályafutását. Végül mégis rajthoz állt. A rajtnál Pedro Lamy nem vette észre, hogy a finn JJ Lehto Benettonja lefulladt, és nekiütközött. A biztonsági autó ekkor bement a pályára, és több körön át vezette mezőnyt, amíg eltakarították a roncsokat. Miután a biztonsági autó elhagyta a pályát, Senna és Schumacher kezdtek elszakadni a mezőnytől.

### Halála

A Tamburello kanyar az imolai pályán

A hatodik körben a versenyt vezető Senna a Tamburello-kanyart nem tudta bevenni, egyenesen a betonfalnak ütközött. A baleset után egy pillanatra látni lehetett, ahogyan a sárga sisak félrebillen. Sokan fellélegeztek, hogy a brazil pilóta még él, azonban többet már nem mozdult. Voltak, akik már ekkor a legrosszabbra számítottak, és ez csak fokozódott, amikor elszállítása után vérnyomok voltak a kavicságyon.
Senna halálát nem az ütközés, hanem a jobb szemébe fúródó, a kerékkel együtt leszakadt felfüggesztés-rúd okozta, megtalálva a sisak és a rostély közötti néhány milliméteres rést. A versenyt hosszú időre megszakították, a pilótát helikopterrel szállították a bolognai kórházba. Hivatalosan 18 óra 40 perckor halt meg.

## Halála után

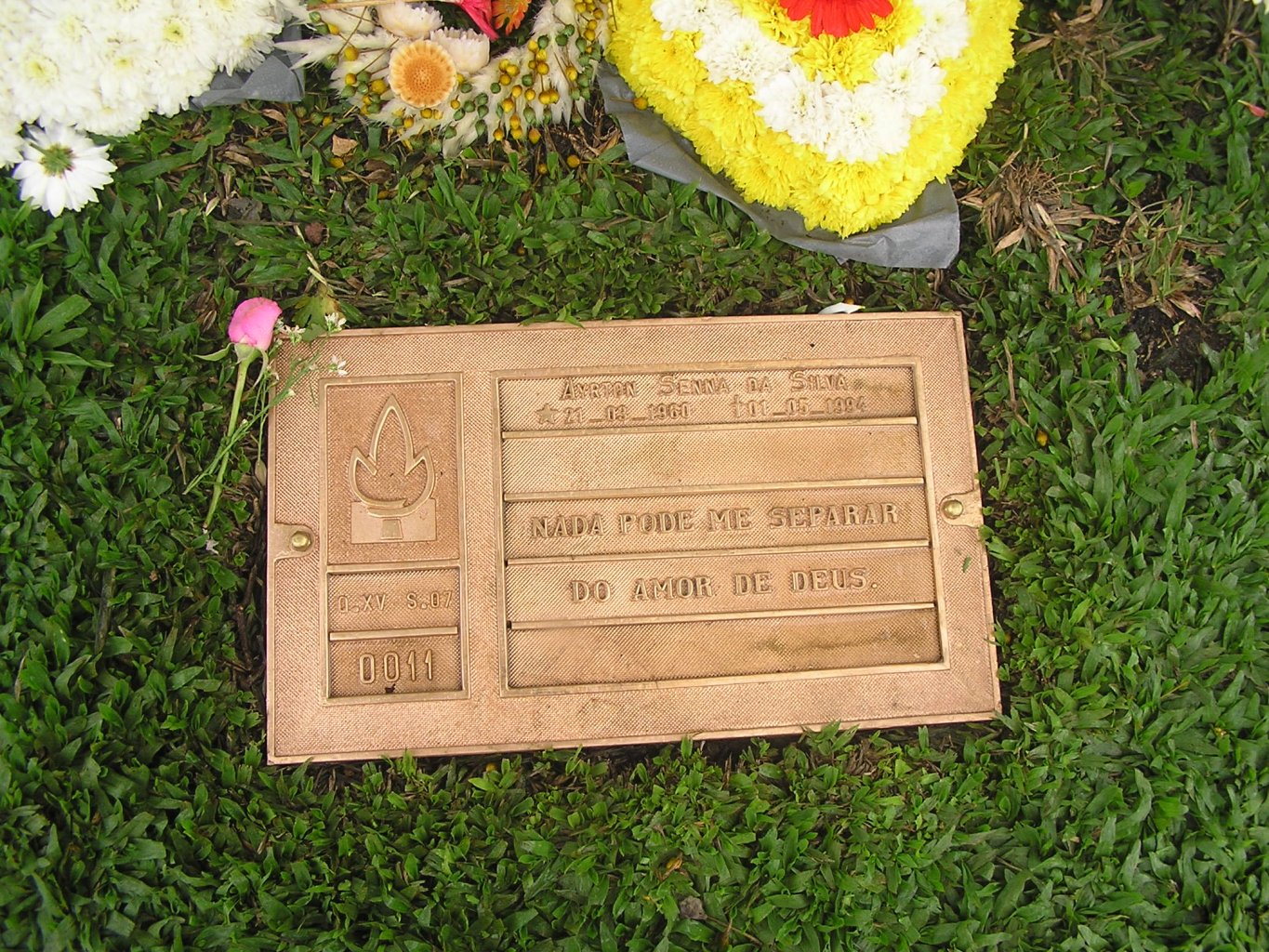
Senna sírja; a felirat magyarra fordítva: Semmi sem választhat el engem Isten szeretetétől

Halála miatt a brazil kormány háromnapos nemzeti gyászt rendelt el, temetésén sok autóversenyző jelent meg, köztük Alain Prost, Damon Hill és Emerson Fittipaldi is. A São Paulói Morumbi temetőben helyezték örök nyugalomra. Az imolai versenypálya legveszélyesebb szakaszait, köztük a végzetes Villeneuve– és Tamburello kanyarokat átépítették. Mindkettejükbe a sebességet jelentősen csökkentő S-kanyarokat (sikánokat) építettek be – a tragikus versenyhétvégét követően az aszfaltcsík csak így maradhatott a grand prix versenynaptárában.

## Teljesítmények
1993-ban Doningtonban Senna a McLaren csapat pilótája volt. Az MP4/8-as, bár egy igen jó autó volt, a Williams FW15C-hez képest gyengébb volt.
Senna a 4. helyről indult a versenyen. A nagy kezdésben Damon Hill bevágott Michael Schumacher elé, így a németnek a külső íven kellett autóznia, lezárva viszont ezzel Senna vonalát. Karl Wendlinger Sauberrel megelőzte Sennát is és Schumachert is, így Senna az 5., Schumacher a 4. lett. Viszont a kör végén már ő fordult be elsőként a célegyenesbe, megelőzve Schumachert, Wendlingert, Hillt és Prostot. Senna az „Esőmester” címet kapta a '90-es évek elején. Sennát az egyik leggyorsabb F1-es pilótaként tisztelik, egy 2006-os Formula–1 magazin szavazása nyomán ő minden idők leggyorsabb Formula–1-es versenyzője.

## Statisztikák
A legsikeresebb brazil pilóta 161 futamon indult el, ebből 41-et nyert meg, 23-on második, 16-on harmadik lett, 50-et nem fejezett be. 65 első rajtkockát szerzett és 19 versenyen futotta meg a leggyorsabb kört. 86 nagydíjon állt legalább egy körön át az élen, összesen pedig 2987 kört teljesített az első helyen. Pályafutása során 610 pontot gyűjtött.

### Teljes Formula–1-es eredménysorozata
(Táblázat értelmezése)

(Félkövér: pole-pozícióból indult; dőlt: leggyorsabb kört futott) 

| Év   | Csapat   | Modell | Motor       | 1       | 2      | 3      | 4      | 5      | 6      | 7      | 8      | 9      | 10    | 11     | 12     | 13     | 14     | 15      | 16      | Helyezés | Pontok  |
| ---- | -------- | ------ | ----------- | ------- | ------ | ------ | ------ | ------ | ------ | ------ | ------ | ------ | ----- | ------ | ------ | ------ | ------ | ------- | ------- | -------- | ------- |
| 1984 | Toleman  | TG183B | Hart L4     | BRA Ki  | RSA 6  | BEL 6  | SMR NK | FRA Ki | MON 2  | CAN 7  | DET Ki | USA Ki | GBR 3 | GER Ki | AUT Ki | NED Ki | ITA    | EUR Ki  | POR 3   | 9.       | 13      |
| 1985 | Lotus    | 97T    | Renault V6  | BRA Ki  | POR 1  | SMR 7  | MON Ki | CAN 16 | DET Ki | FRA Ki | GBR 10 | GER Ki | AUT 2 | NED 3  | ITA 3  | BEL 1  | EUR 2  | RSA Ki  | AUS Ki  | 4.       | 38      |
| 1986 | Lotus    | 98T    | Renault V6  | BRA 2   | ESP 1  | SMR Ki | MON 3  | BEL 2  | CAN 5  | DET 1  | FRA Ki | GBR Ki | GER 2 | HUN 2  | AUT Ki | ITA Ki | POR 4  | MEX 3   | AUS Ki  | 4.       | 55      |
| 1987 | Lotus    | 99T    | Honda V6    | BRA Ki  | SMR 2  | BEL Ki | MON 1  | DET 1  | FRA 4  | GBR 3  | GER 3  | HUN 2  | AUT 5 | ITA 2  | POR 7  | ESP 5  | MEX Ki | JPN 2   | AUS Kiz | 3.       | 57      |
| 1988 | McLaren  | MP4/4  | Honda V6    | BRA Kiz | SMR 1  | MON Ki | MEX 2  | CAN 1  | DET 1  | FRA 2  | GBR 1  | GER 1  | HUN 1 | BEL 1  | ITA 10 | POR 6  | ESP 4  | JPN 1   | AUS 2   | 1.       | 90 (94) |
| 1989 | McLaren  | MP4/5  | Honda V10   | BRA 11  | SMR 1  | MON 1  | MEX 1  | USA Ki | CAN 7  | FRA Ki | GBR Ki | GER 1  | HUN 2 | BEL 1  | ITA Ki | POR Ki | ESP 1  | JPN Kiz | AUS Ki  | 2.       | 60      |
| 1990 | McLaren  | MP4/5B | Honda V10   | USA 1   | BRA 3  | SMR Ki | MON 1  | CAN 1  | MEX 20 | FRA 3  | GBR 3  | GER 1  | HUN 2 | BEL 1  | ITA 1  | POR 2  | ESP Ki | JPN Ki  | AUS Ki  | 1.       | 78      |
| 1991 | McLaren  | MP4/6  | Honda V12   | USA 1   | BRA 1  | SMR 1  | MON 1  | CAN Ki | MEX 3  | FRA 3  | GBR 4  | GER 7  | HUN 1 | BEL 1  | ITA 2  | POR 2  | ESP 5  | JPN 2   | AUS 1   | 1.       | 96      |
| 1992 | McLaren  | MP4/6B | Honda V12   | RSA 3   | MEX Ki | BRA Ki | ESP 9  | SMR 3  | MON 1  | CAN Ki | FRA Ki | GBR Ki | GER 2 | HUN 1  | BEL 5  | ITA 1  | POR 3  | JPN Ki  | AUS Ki  | 4.       | 50      |
| 1993 | McLaren  | MP4/8  | Ford V8     | RSA 2   | BRA 1  | EUR 1  | SMR Ki | ESP 2  | MON 1  | CAN 18 | FRA 4  | GBR 5  | GER 4 | HUN Ki | BEL 4  | ITA Ki | POR Ki | JPN 1   | AUS 1   | 2.       | 73      |
| 1994 | Williams | FW16   | Renault V10 | BRA Ki  | PAC Ki | SMR Ki | MON    | ESP    | CAN    | FRA    | GBR    | GER    | HUN   | BEL    | ITA    | POR    | EUR    | JPN     | AUS     | -        | 0       |

#### Győzelmei a Formula-1-ben
| Év   | Nagydíj              | Csapat  |
| ---- | -------------------- | ------- |
| 1985 | portugál nagydíj     | Lotus   |
| 1985 | belga nagydíj        | Lotus   |
| 1986 | spanyol nagydíj      | Lotus   |
| 1986 | detroiti nagydíj     | Lotus   |
| 1987 | monacói nagydíj      | Lotus   |
| 1987 | detroiti nagydíj     | Lotus   |
| 1988 | San Marino-i nagydíj | McLaren |
| 1988 | kanadai nagydíj      | McLaren |
| 1988 | amerikai nagydíj     | McLaren |
| 1988 | brit nagydíj         | McLaren |
| 1988 | német nagydíj        | McLaren |
| 1988 | magyar nagydíj       | McLaren |
| 1988 | belga nagydíj        | McLaren |
| 1988 | japán nagydíj        | McLaren |
| 1989 | San Marinó-i nagydíj | McLaren |
| 1989 | monacói nagydíj      | McLaren |
| 1989 | mexikói nagydíj      | McLaren |
| 1989 | német nagydíj        | McLaren |
| 1989 | belga nagydíj        | McLaren |
| 1989 | spanyol nagydíj      | McLaren |
| 1990 | amerikai nagydíj     | McLaren |
| 1990 | monacói nagydíj      | McLaren |
| 1990 | kanadai nagydíj      | McLaren |
| 1990 | német nagydíj        | McLaren |
| 1990 | belga nagydíj        | McLaren |
| 1990 | olasz nagydíj        | McLaren |
| 1991 | amerikai nagydíj     | McLaren |
| 1991 | brazil nagydíj       | McLaren |
| 1991 | San Marinó-i nagydíj | McLaren |
| 1991 | monacói nagydíj      | McLaren |
| 1991 | magyar nagydíj       | McLaren |
| 1991 | belga nagydíj        | McLaren |
| 1991 | ausztrál nagydíj     | McLaren |
| 1992 | monacói nagydíj      | McLaren |
| 1992 | magyar nagydíj       | McLaren |
| 1992 | olasz nagydíj        | McLaren |
| 1993 | brazil nagydíj       | McLaren |
| 1993 | európai nagydíj      | McLaren |
| 1993 | monacói nagydíj      | McLaren |
| 1993 | japán nagydíj        | McLaren |
| 1993 | ausztrál nagydíj     | McLaren |

### Cikkek
- formula.hu, Ayrton Senna 1. rész
- formula.hu, Ayrton Senna 2. rész
- Ayrton Senna, akit a mai napig lehetetlen feledni
- Hitében közveszélyes zseni
- Napfogyatkozás '94

### Egyéb
- Képek Ayrton Sennáról
- A "The Right to Win" a youtube-on: 1., 2., 3., 4., 5., 6., 7.
- Christopher Hilton: Ayrton Senna. A Forma-1 géniusza; fotó Keith Sutton, ford. Dávid Sándor, Tarnai Ágnes; Hunga-print, Bp., 1991
- Jean-François Galeron: Magic Senna. 1984–1994, 10 év a Forma 1-ben; Ro-ka BT, Mogyoród, 1994
- Christopher Hilton: Ayrton Senna. Az utolsó évek; fotó Nicholas Frankl, ford. Csajka Edit; Hunga-print, Bp., 1994
- Alan Henry: Ayrton Senna emlékére; ford. Csajka Edit, fotó John Townsend; Hunga-print, Bp., 1994
- Dávid Sándor: Senna a Hungaroringen; Hunga-print, Bp., 1995
- Adriane Galisteu: Szerelmem, Senna; Hunga-print, Bp., 1995
- Bruce Jones: Ayrton Senna. A Formula-1 halhatatlan legendája; ford. Kövesdi Miklós Gábor; Álomgyár, Bp., 2019